# Opel 14 PS
 (juillet 2024).
L'Opel 14 PS est une voiture de la catégorie grande routière construite par Adam Opel KG seulement en 1904.

## Historique et technologie
Comme la 12 PS introduite un an plus tôt, Opel a construit la 14 PS selon le système du constructeur français Darracq. Ses dimensions correspondaient au modèle 12/14 PS sorti la même année, mais elle avait un moteur de plus grande cylindrée et elle était nettement plus chère.
Le moteur était un moteur bicylindre en ligne d'une cylindrée de 2 365 cm³ (alésage × course = 112 mm × 120 mm), qui produisait 14 ch (10,3 kW) à 1 600 tr/min. Le moteur à commande latérale avec tête en T était refroidi par eau. La puissance du moteur était transmise à l'essieu arrière via un embrayage à cône en cuir, une boîte de vitesses manuelle séquentiel à trois vitesses avec levier sur la colonne de direction et un arbre à cardan. La vitesse maximale de la voiture était de 50 km/h.
Le cadre était constitué de profilés en U en tôle d'acier. Les deux essieux rigides étaient suspendus à des ressorts à lames longitudinaux semi-elliptiques. Le frein de service agissait sur l'arbre de sortie de la transmission. Le frein à main a été conçu comme un frein à bande agissant sur les roues arrière.
Il y avait deux styles de carrosserie, une phaéton à deux places et un tonneau à quatre places. La variante la moins chère (le phaéton) coûtait 8 000 Reichsmark.
Fin 1904, la construction de la 14 PS est arrêtée. Il n'y avait pas de successeur.